# Certas Coisas
Certas Coisas é o nono álbum de estúdio da cantora Simony sendo o terceiro em carreira solo. Foi lançado em 1996, O maior sucesso do CD foi a música "Quando te Vi" nas rádios brasileiras e foi tema da novela Salsa e Merengue da Rede Globo, essa música recebeu o prêmio de "melhor Música do Ano" , também foi destaque no disco a faixa-título "Certas Coisas" composição de Lulu Santos e "Rolam As Pedras" de Kiko Zambianchi. Foi o álbum mais vendido da carreira solo da cantora, o CD tem letras românticas e muito mais maduras que seus anteriores trabalhos, focando mais no público adulto. 

## Faixas
| N.º | Título                    | Compositor(es)                                     | Duração |  |
| 1.  | "O Centro do Meu Coração" | Alexandre Lucas, Léo Shanty, Umberto Tavares       | 3:55    |  |
| 2.  | "Semente"                 | Carole Bayer , Albert Hammono / versão: Jean Perri | 4:19    |  |
| 3.  | "Quando Te Vi"            | Alexandre Lucas , Umberto Tavares, Rogério Augusto | 3:55    |  |
| 4.  | "Valeu"                   | Alexandre Lucas, Michel, Cacá Moraes               | 4:04    |  |
| 5.  | "Rolam As Pedras"         | Kiko Zambianchi                                    | 4:51    |  |
| 6.  | "Nunca Pensei"            | Jair Morim e Eduardo Corrêa                        | 3:14    |  |
| 7.  | "Vazio"                   | Beto Corrêa e Cissa                                | 3:55    |  |
| 8.  | "Namorados"               | Luiz Cláudio e Regis Denner                        | 4:38    |  |
| 9.  | "Distante de Você"        | Joel Lacerda e Alexandre Lucas                     | 4:35    |  |
| 10. | "Dê uma Chance"           | Tony Alves, Túlio Zani                             | 3:28    |  |
| 11. | "Certas Coisas"           | Lulu Santos                                        | 3:28    |  |

## Vendas e certificações
| País / Certificadora | Certificação | Vendas  |
| -------------------- | ------------ | ------- |
| Brasil (ABPD)        | Ouro         | 100.000 |